# Wildberg (Suíça)
Wildberg é uma comuna da Suíça, no Cantão Zurique, com cerca de 915 habitantes. Estende-se por uma área de 10,83 km², de densidade populacional de 84 hab/km². Confina com as seguintes comunas: Bauma, Pfäffikon, Russikon, Turbenthal, Weisslingen, Wila, Zell.
A língua oficial nesta comuna é o Alemão.